# Ружа Петровић
Ружа Петровић (рођ. Хреља; Хрељини, код Жмиња, 17. октобар 1911 — Пула, 24. август 1958) била је учесница Народноослободилачке борбе и жртва једног од најокрутнијих фашистичких злочина у Истри.

## Биографија
Рођена је као Рожа Хреља у месту Хрељини 1911. године. Била је најстарија од осморо деце у породици. Пре почетка Другог светског рата удала се за Јакова Хрељу с којим је имала две кћери од којих је једна умрла неколико месеци након рођења. Будући да је Јаков умро пре почетка рата, Ружа се по други пут удала за Вазмослава Пашквалина Петровића из Режанаца.
Оно што је Ружу Петровић забележило у истарској историји десило се током неколико дана у јулу 1944. године. Због помагања партизанима одведена је 22. јула 1944. из села Режанци у фашистички гарнизон у Савиченти. Како није хтела да изда партизане нити да открије партизанску пошту, провела је ноћ у заточеништву. Следећег дана неколико ју је фашиста одвело и на излазу из Савиченте према Режанцима почело мучити и тући. Након што је добила снажан ударац кундаком у чело, везали су је опасачима за стабло, након чега су јој злочинци зверски, ножем или бајонетом, ископали очи.
Након што је пронађена измучена и полужива, пребачена је у Скитачу, где је био штаб НОВЈ и амбуланта, а затим је превезена у пулску болницу. Због ове је трагедије све до смрти имала јаке главобоље које су биле последица искапања очију, а након тог злочина изгубила је осетило мириса и укуса. У болници се опорављала 70 дана. Након што је пуштена из болнице, поново се придружила Народноослободилачком покрету и, иако слепа, помагала је партизанским борцима плетењем чарапа и топлих кошуља и пружајући им моралну подршку.
Пре тортуре је била изабрана од стране истарског Антифашистичког фронта жена Хрватске (АФЖ) за делегата на Првој регионалној конференцији АФЖ која је одржана 7. јула 1944. у шуми изнад Рашпра на Красу. Осим тога, била је чланица делегације истарских жена на Конгресу хрватских жена одржаном јуна 1945. године у Загребу, на којем је одржала уводно обраћање, а између осталих се сусрела и с председником Владимиром Назором.
После рата, Ружа Петровић била је једна од оснивача Удруге слепих у Пули, у којој је прва обављала функцију потпредседнице.
Данас се успомена на ову храбру мученицу и јунакињу може видети у називима улица, тргова и паркова у бројним истарским местима који носе име Руже Петровић. Њено име носио је и Дечији дом у Пули од свог оснивања 1945. па све до 1996. године када је дотадашње име укинуто одлуком ХДЗ-а; неправда је исправљена 20. јуна 2013, када је враћено изворно име. На месту несреће уз пут који води из Светвинчента у Режанце подигнут је споменик у сећање на њу.